# Піранга
Піранга (Piranga) — рід горобцеподібних птахів родини кардиналових (Cardinalidae). Містить 9 видів. Представники роду поширені в Центральній та Південній Америці.

## Назва
Піранга з мови гуарані перекладається як «червоний птах».

## Види
- Піранга вогниста (Piranga bidentata)
- Піранга червоноголова (Piranga erythrocephala)
- Піранга сонцепера (Piranga flava)
- Піранга білокрила (Piranga leucoptera)
- Піранга жовтогуза (Piranga ludoviciana)
- Піранга кармінова (Piranga olivacea)
- Піранга рожевогорла (Piranga roseogularis)
- Піранга пломениста (Piranga rubra)
- Піранга жовточерева (Piranga rubriceps)